# Javiera Blanco
Mónica Javiera Blanco Suárez (Santiago, 1 de agosto de 1972) es una abogada y política chilena.
Se desempeñó como subsecretaria de Carabineros durante la primera administración de la presidenta Michelle Bachelet (2006-2010) y como ministra de Estado durante el segundo gobierno de la misma, en las carteras de Trabajo y Previsión Social (2014-2015) y Justicia y Derechos Humanos (2015-2016). Fue además, consejera del Consejo de Defensa del Estado de Chile (CDE) entre 2017 y 2018. 

## Estudios y carrera profesional
Es hija de un militante democratacristiano y dentista especializado en la investigación de biología celular y genética, y de una médica cirujana convertida en viróloga (fallecida a los 52 años en 1998 a causa de un mieloma, un tipo de cáncer a la médula ósea). Inició sus estudios primarios en el Al Boylor College.
En 1973, cuando tenía solo un año, su familia se mudó a los Estados Unidos, tras el golpe de Estado. A su regreso a Chile, estudió en el Colegio Mariano de Schoenstatt.
Luego ingresó a la Facultad de Derecho de la Pontificia Universidad Católica de Chile (PUC) (1991-1996), titulándose de abogada en 1998, y posteriormente realizó un magíster en gestión y políticas públicas por el Departamento de Ingeniería Industrial de la Universidad de Chile (2002-2003). Es diplomada en Reforma Procesal Penal, juicio oral y litigación, de la Universidad Diego Portales (1999), y diplomada en metodología de la investigación de la Facultad de Economía de la PUC (1998).
Ha sido profesora en instituciones de educación superior como la Universidad Católica de Chile, la Universidad de Chile, la Universidad Alberto Hurtado, la Universidad Adolfo Ibáñez, la Escuela de la Policía de Investigaciones de Chile y la Academia Judicial. Posee varias publicaciones académicas en revistas nacionales e internacionales sobre los temas de justicia y seguridad.
Asimismo, ha realizado varias consultorías internacionales para Programa de Naciones Unidas para el Desarrollo (PNUD) y Banco Interamericano de Desarrollo (BID) en países como Panamá, El Salvador, Uruguay, Guatemala, Honduras, y México. Asimismo, impulsó el Taller de entrenamiento en Análisis Delictual impartido a la Fiscalía General de Colombia.
Está casada con Eugenio Ortega Frei, hijo de los políticos Carmen Frei y Eugenio Ortega, y quien fuera gerente de asuntos corporativos en la empresa minera canadiense Barrick Gold. Con su marido tiene dos hijos.

## Carrera política y pública

### Paz Ciudadana y subsecretaria
En 1998 ingresó a trabajar como investigadora a la Fundación Paz Ciudadana, donde asumió como gerente de Proyectos en 2001. Participó en tres oportunidades en el International Visitor Program, del Departamento de Estado de los Estados Unidos, entre los años 2003 y 2011.[cita requerida]
El 1 de septiembre de 2006 fue nombrada subsecretaria de Carabineros en el primer gobierno de Michelle Bachelet, siendo la primera mujer en ocupar dicho cargo.  En ese cargo fue presidenta de la Comisión Ejecutiva del Programa de Cooperación Internacional del Gobierno de Chile para Policías Uniformadas (CECIPU) y designada secretaría ejecutiva de la mesa latinoamericana de cooperación policial para Haití. Cesó en ese rol el 11 de marzo de 2010, con el fin del mandato presidencial de Bachelet.
En 2010 fue designada directora ejecutiva de la Fundación Paz Ciudadana. En ese rol integró una serie de Consejos gubernamentales entre los años 2010 y 2013. Fue miembro de la Comisión de Seguridad del Instituto de Ingenieros de Chile entre 2011 y 2013, y miembro del Foro Judicial entre los años 2011 y 2012. También integró el Consejo Asesor en Políticas de Seguridad Municipalidad de Peñalolén, entre los años 2005 y 2012.

### Ministra de Bachelet

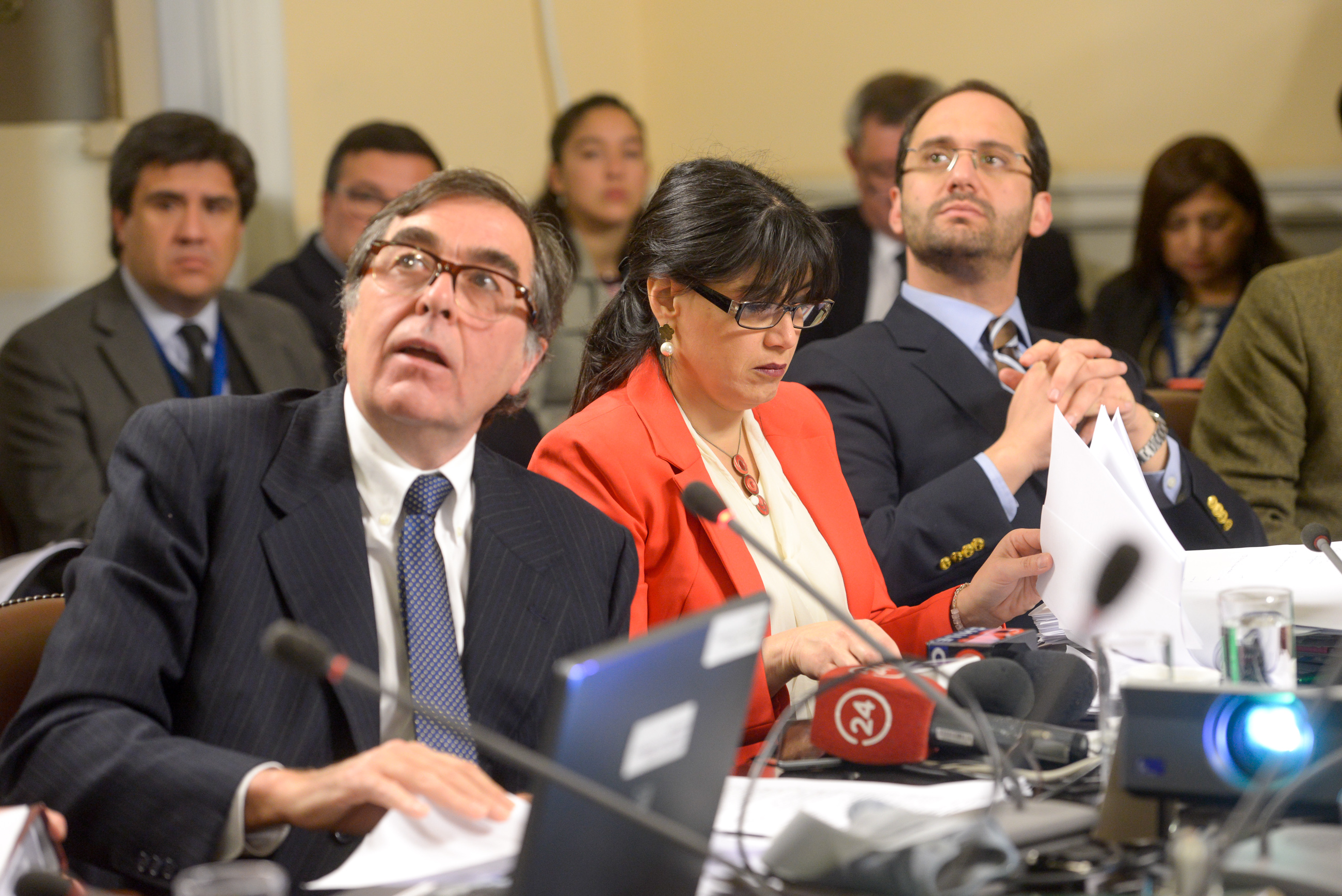
La entonces ministra Blanco defendiéndose de una acusación constitucional.

El 11 de julio de 2013 fue anunciada como vocera del comando de Michelle Bachelet para la elección presidencial de ese año, renunciando a su cargo en la Fundación Paz Ciudadana. Tras el triunfo de Bachelet en la elección, el 24 de enero de 2014 la presidenta electa anunció que sería la ministra del Trabajo y Previsión Social de su segundo gobierno, que inició el 11 de marzo de 2014.
En su gestión se aprobaron 14 proyectos de ley, entre ellos, la Ley de trabajadoras de casa particular y el fin del denominado «multi RUT», y se impulsó la modificación a los derechos colectivos del trabajo mediante el proyecto «de modernización de las relaciones laborales», el que finalmente fuera aprobado el año 2016. Expuso en el Plenario de la Conferencia Internacional del Trabajo, organizada por la OIT en Ginebra, Suiza, en junio de 2014.
Dejó su cargo como ministra de Estado el 11 de mayo de 2015, con motivo del cambio de gabinete de ese día, siendo sucedida por Ximena Rincón, mientras tanto Blanco asumió la cartera de Justicia —posteriormente renombrado como Ministerio de Justicia y Derechos Humanos—, en reemplazo de José Antonio Gómez quien, a su vez, asumió en el Ministerio de Defensa.
En su gestión se aprobaron nueve proyectos de ley, entre ellos, la creación de Subsecretaría de Derechos Humanos.[cita requerida] Entre los años 2015 y 2016 también debió asumir labores de vocería en el Ministerio Secretaría General de Gobierno. Cesó en su cargo como ministra de Justicia el 19 de octubre de 2016.

### Consejera del CDE
Fue designada como consejera del Consejo de Defensa del Estado de Chile (CDE), cargo que asumió el 1 de febrero de 2017 y ejerció hasta octubre de 2018.

## Reconocimientos
Ha sido elegida en cinco oportunidades como Mujer Líder en Chile, y el año 2007 como Joven Líder. También recibió el premio Energía de Mujer, 2016, entregado por Enersis.

## Controversias
En 2008, siendo subsecretaria, habría recibido un llamado del senador PPD Guido Girardi, luego de ser multado por conducir a exceso de velocidad por la Ruta 68, quejándose de un «trato inadecuado» de Carabineros.
Su designación como consejera del Consejo de Defensa del Estado (CDE) causó controversia debido a su rol en el gobierno de la presidenta Bachelet. La presidenta Bachelet enfrentó las críticas, afirmando que «la calificación profesional de Javiera Blanco va a ser un aporte a la labor del consejo», y que los consejeros «se inhabilitan» ante conflictos de interés o responsabilidades propias en los casos en los que participa el CDE.  Sin embargo, cesó en el cargo en 2018.
Las investigaciones que llevaba adelante el Ministerio Público por las presuntas irregularidades cometidas durante su gestión como ministra de Justicia fueron cerradas debido a que se estableció que no se cometieron delitos. Fue sobreseída por las irregularidades en las contrataciones en Gendarmería, y en el caso del programa "Ascar" se solicitó el cierre de la investigación por falta de antecedentes.
El 23 de agosto de 2021 luego de cuatro años de investigación, el Séptimo Juzgado de Garantía de Santiago agendó para el 5 de octubre la formalización de Blanco y de los ex-generales directores de Carabineros Bruno Villalobos, Gustavo González Jure y Eduardo Gordon por malversación de fondos públicos; el Consejo de Defensa del Estado estima que ella se habría apropiado la suma de 47 millones de pesos entre septiembre de 2006 y el 11 de marzo de 2010. Blanco fue formalizada en conjunto con los tres generales por malversación de fondos reservados públicos, con los que se habría enriquecido en 42 millones de pesos, según el Ministerio Público a partir de una querella del Consejo de Defensa del Estado.